# Thomas A. Osborn
Thomas Andrew Osborn, född 26 oktober 1836 i Crawford County, Pennsylvania, död 4 februari 1898 i Meadville, Pennsylvania, var en amerikansk republikansk politiker och diplomat. Han var Kansas guvernör 1873–1877.
Osborn studerade juridik och inledde 1857 sin karriär som advokat i Kansasterritoriet.
Osborn efterträdde 1863 Joseph Pomeroy Root som delstaten Kansas viceguvernör och efterträddes 1865 av James McGrew. År 1873 efterträdde han James M. Harvey som Kansas guvernör och efterträddes 1877 av George T. Anthony.
Osborn var chef för USA:s diplomatiska beskickning i Chile 1877–1881 och i Brasilien 1881–1885. Han avled 1898 och gravsattes på Topeka Cemetery i Topeka.